# Károly Tivadar bajor herceg
Nem tévesztendő össze nagybátyjával, Károly Tivadar bajor királyi herceggel, tábornaggyal, I. Miksa bajor király fiával.
Károly Tivadar bajor herceg (Herzog Carl Theodor in Bayern) (Possenhofen, 1839. augusztus 9. – Kreuth, 1909. november 30.), a Wittelsbach-ház Pfalz–Birkenfeld–Gelnhausen mellékágának tagja, korának elismert szemszakorvosa, Erzsébet királyné öccse.

## Élete
Károly Tivadar a hercegi család possenhofeni kastélyában született, Miksa József bajor herceg és Mária Ludovika Vilma bajor királyi hercegnő 5. gyermekeként. Családjában a „Lúd” becenevet kapta. 14 éves korában belépett a bajor hadseregbe. 1866-ban részt vett az porosz–osztrák háborúban, lovassági tábornoki (General der Infanterie) rangig vitte.
Első feleségének, Zsófia hercegnőnek 22 éves korában bekövetkezett halála nagyon megviselte. 1867-ben családja ellenkezésének dacára elhagyta a hadsereget, és orvosi tanulmányoknak szentelte magát. A müncheni Lajos–Miksa Egyetem (LMU) diákja lett, ahol filozófiát, jogtudományt, nemzetgazdaságtant és orvostudományokat tanult. Tanárai között voltak: Justus von Liebig kémikus; Ludwig von Buhl patológus és Philipp von Jolly pszichológus.

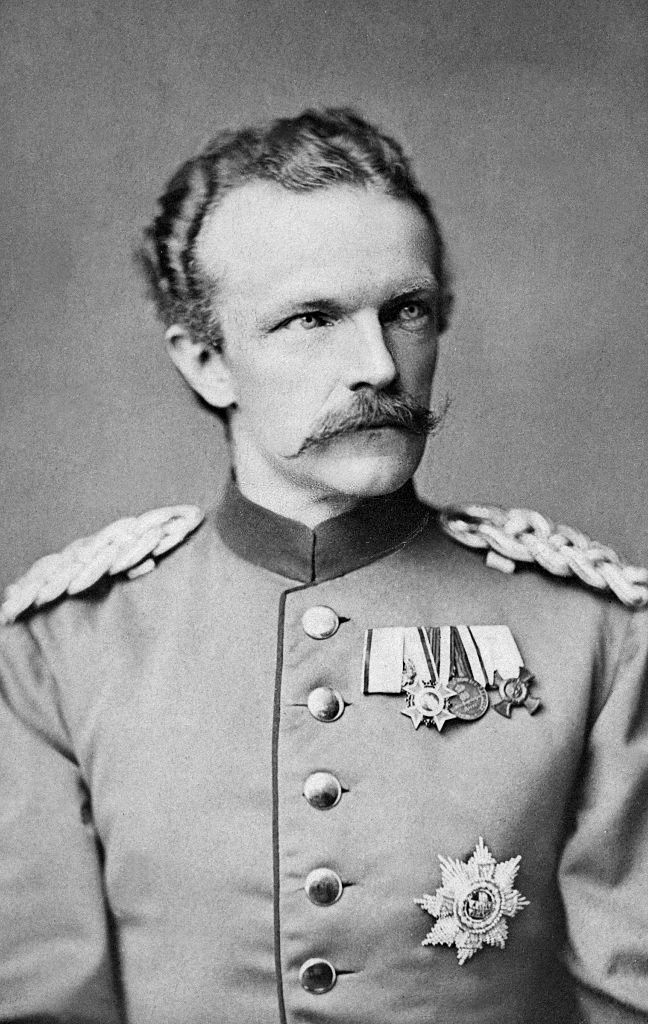
Katonaként

1870-ben tanulmányait félbe kellett szakítania a porosz–francia háború miatt, amelyben a 3. Bajor Könnyűlovas Ezred parancsnokaként szolgált. A háború után visszatért tanulmányaihoz. 1872-ben a Müncheni Egyetem tiszteletbeli doktorává avatták, 1880-ban pedig megszerezte az orvosi diplomát. Ezek után kórházi szemészorvosi gyakornokként dolgozott Horner professzor mellett Zürichben, Arlt és Billroth professzorok mellett Bécsben. 15 éven át praktizált felváltva Münchenben, Tegernsee-ben és Meranban.
1877-ben Mentonban (Dél-Franciaországban) kezdett praktizálni. 1888-ban szemészeti rendelőt nyitott tegernsee-i kastélyában. Második felesége, Mária Jozefa gyakran asszisztált neki. 1895-ben feleségével közösen telket vásároltak Münchenben, megalapították és felépítették a Károly Teodor Szemészeti Klinikát (Augenklinik Herzog Carl Theodor), ahol a működés első 14 évében több mint 5000 hályogműtétet végeztek el, és sok más szembeteget is elláttak. A klinika ma is a Nymphenburg utcai épületben működik, általános elismertség mellett.
Károly Tivadar herceg számos kitüntetést kapott élete során:
- a Leuveni Katolikus Egyetem tiszteletbeli doktora,
- a porosz dragonyosok ötödik ezredének tiszteletbeli ezredese,
- a Brüsszeli Orvosi Akadémia tiszteletbeli tagja,
- Saint Hubert rendjének lovagja,
- az Aranygyapjas rend lovagja (1862),
- a Fekete Sas-rendjének lovagja.

Károly Tivadar Kreuth-ban halt meg 1909-ben. A tegernsee-i kastély kriptájában helyezték örök nyugalomra. Özvegye 1917-ben a klinikát egy alapítványnak adta át. Az intézmény vezetését 1943-ig Károly Tivadar korábbi asszisztense, Heinrich Zenker, majd 1978-ig ennek fia, Carl Zenker látta el.

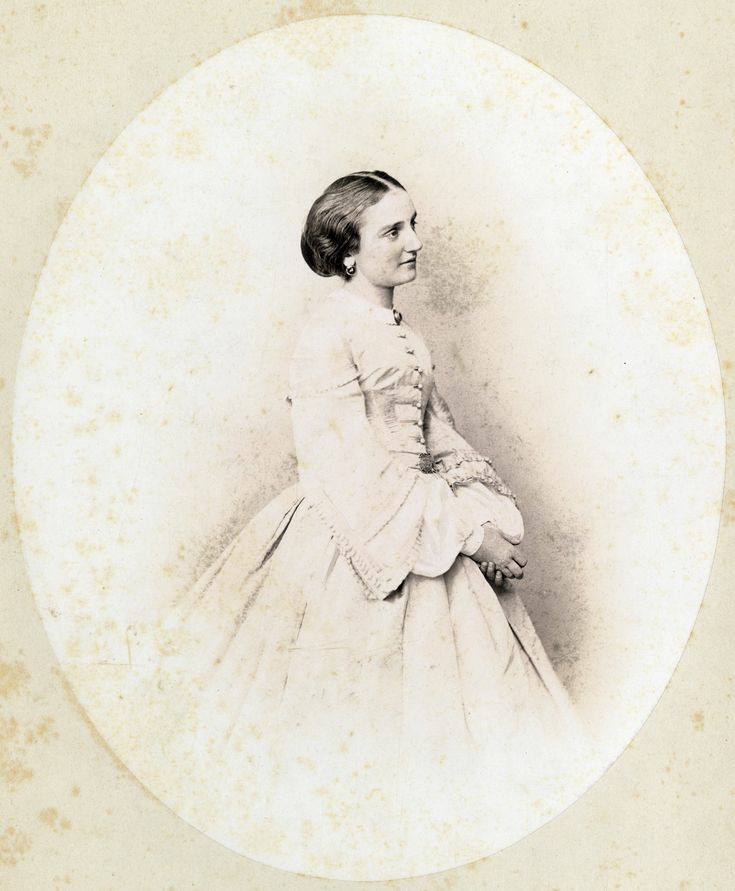
Károly első felesége: Zsófia szász királyi hercegnő

## Házasságai, gyermekei
Károly Tivadar kétszer nősült. Első feleségét, Zsófia szász királyi hercegnőt (1845–1867), I. János szász király és Amália Auguszta bajor királyi hercegnő leányát 1865. február 11-én vette feleségül Drezdában. Egy gyermekük született:
- Amália (1865–1912), aki a Württembergi-házból származó II. Vilmos Károly herceghez, Urach grófjához ment feleségül.

Kislányának születése után Zsófia hercegnő légúti betegséget kapott, amelyet egy súlyos influenzafertőzés tovább súlyosbított. A 22 éves fiatalasszony 1867. március 10-én elhunyt.

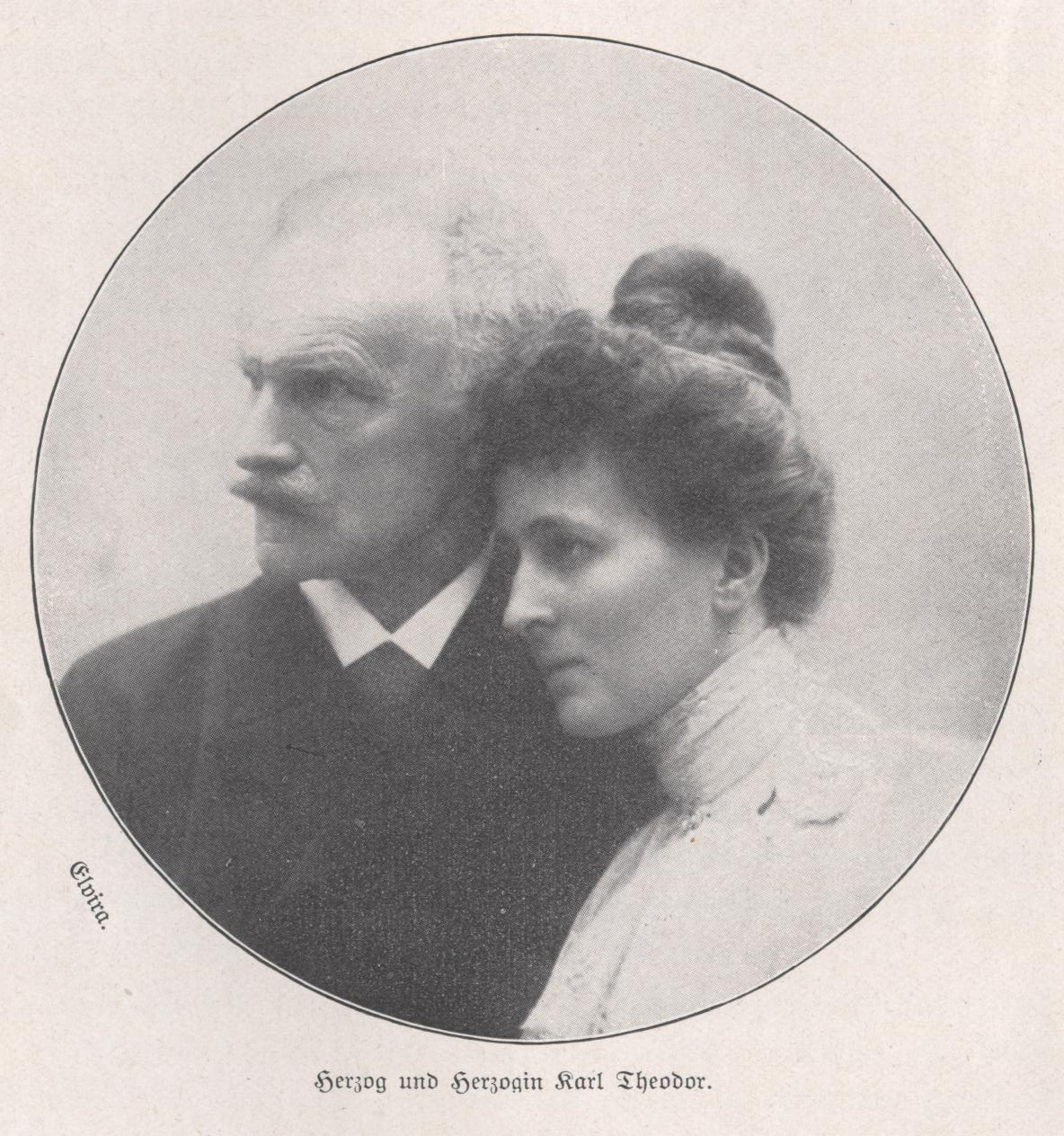
Károly Tivadar és második felesége, Mária José (Jozefa) portugál infánsnő (1914)

A herceg másodszor 1874. április 29-én nősült meg, Mária José (Jozefa) portugál infánsnőt (Maria José de Bragança, 1857–1943), I. Mihály portugál király leányát vette feleségül. Az esküvőt Kleinheubachban tartották. A második házasságból öt gyermekük született:
- Zsófia Adelheid (1875–1957), aki Hans Veit zu Toerring-Jettenbach grófhoz ment feleségül.
- Erzsébet Gabriella (1876–1956), aki I. Albert belga király felesége lett.
- Mária Gabriella (1878–1912), aki Rupprecht bajor koronaherceghez ment feleségül. Zangbergben, a szalézi (sales-i) apácák intézetében nevelkedett évekig. A festészet és zene nagy rajongója és művelője volt. Számos zenedarabot írt. Édesapja példája a tudományok iránti érdeklődést is felkeltette benne és nem egyszer segédkezett anyjával együtt apja műtéteinél.[6]
- Lajos Vilmos (1884–1968)
- Ferenc József (1888–1912)